# Station Kortenberg
Station Kortenberg is een spoorwegstation langs spoorlijn 36 (Brussel - Luik) in de gemeente Kortenberg.
In 2001 begonnen de werkzaamheden aan de verdubbeling van het aantal sporen van 2 naar 4 op het traject. De sporen van spoorlijn 36 werden naar buiten toe verplaatst, en op de oude bedding werd spoorlijn 36N aangelegd. Het oude station van Kortenberg met 2 perrons en 3 sporen (één extra wisselspoor in het station) werd afgebroken. De loketdiensten werden gevestigd in een container aan de noordkant van het station (kant Erps-Kwerps). In december 2006 werden de vier sporen op het traject in gebruik genomen. De sporen 2 en 3 worden gebruikt door de Thalys, de ICE en IC-treinen. Deze stoppen door de regel niet. De buitenste sporen 1 en 4 worden gebruikt door de lokale treinen, met halte in Kortenberg, 
Tijdelijk werd gewerkt met kleine schuilhokjes op beide perrons. In de loop van 2010 werd het nieuwe station van Kortenberg - in de vorm van een modern ogende glazen doos - afgewerkt aan de zuidkant van het station (kant Kortenberg). De voorziene afwerkdatum van eind november 2009 werd zo met een half jaar overschreden. De "glazed box" biedt naast loketdiensten ook een overdekte fietsenparking. Beide perrons zijn volledig verhard met een klinkerbevloering en met noppentegels voor de begeleiding van slechtzienden (Toegankelijkheid). Infrabel plaatst ook liften naar de perrons. In de buurt van de hoofdtoegangstrappen is bij beide perrons een beschutte zone geplaatst over een 50-tal meter en een verwarmde wachtruimte met een gratis openbaar toilet.
Sinds december 2005 is er met de ingebruikname van de Bocht van Nossegem een verbinding van Leuven en Limburg met de luchthaven van Brussels Airport. Deze dienst heeft geen stopplaatsen tussen Leuven en de luchthaven. Met de invoering van het Gewestelijk Expresnet in 2016 zou Kortenberg per spoor met de luchthaven verbonden worden. Het Expresnet zorgt voor een verhoogd aanbod tijdens de spitsuren van 4 verbindingen per uur met Brussel en Leuven (lijn 1), aangevuld met nog 2 extra verbindingen (lijn 3) per uur die tevens een tussenstop in het station van Brussels Airport zouden maken.
Sinds 28 juni 2013 zijn de loketten van dit station gesloten en is het een stopplaats geworden. Voor de aankoop van allerlei vervoerbewijzen kan men bij voorkeur terecht aan de biljettenautomaat die ter beschikking staat, of via andere verkoopskanalen.
In de nieuwe plannen van het Gewestelijk Expresnet van 2015 staat Kortenberg niet meer direct verbonden met het station van Brussels Airport. Om toch te reizen tussen deze 2 haltes is het mogelijk over te stappen in Zaventem, Brussel of Leuven. 

## Treindienst
| Serie | Treinsoort | Route                                                   | Bijzonderheden             |
| ----- | ---------- | ------------------------------------------------------- | -------------------------- |
| S 2   | GEN (NMBS) | 's-Gravenbrakel – Brussel-Zuid – Kortenberg – Leuven    | Rijdt 1×/u. op zondag.     |
| S 9   | GEN (NMBS) | Landen – Leuven – Kortenberg – Brussel-Schuman – Nijvel | Rijdt alleen op werkdagen. |

Vanaf 15 december 2024 wijzigde het traject van de S9 en bedient hij de halte Kortenberg niet meer.  Dit zou te maken hebben met werken tussen Brussel-Luxemburg en Sint-Job aan de Carsoelstunnel die vanaf 14 oktober 2024 van start zijn gegaan. Het is onduidelijk of dit een permanente aanpassing is.

## Galerij

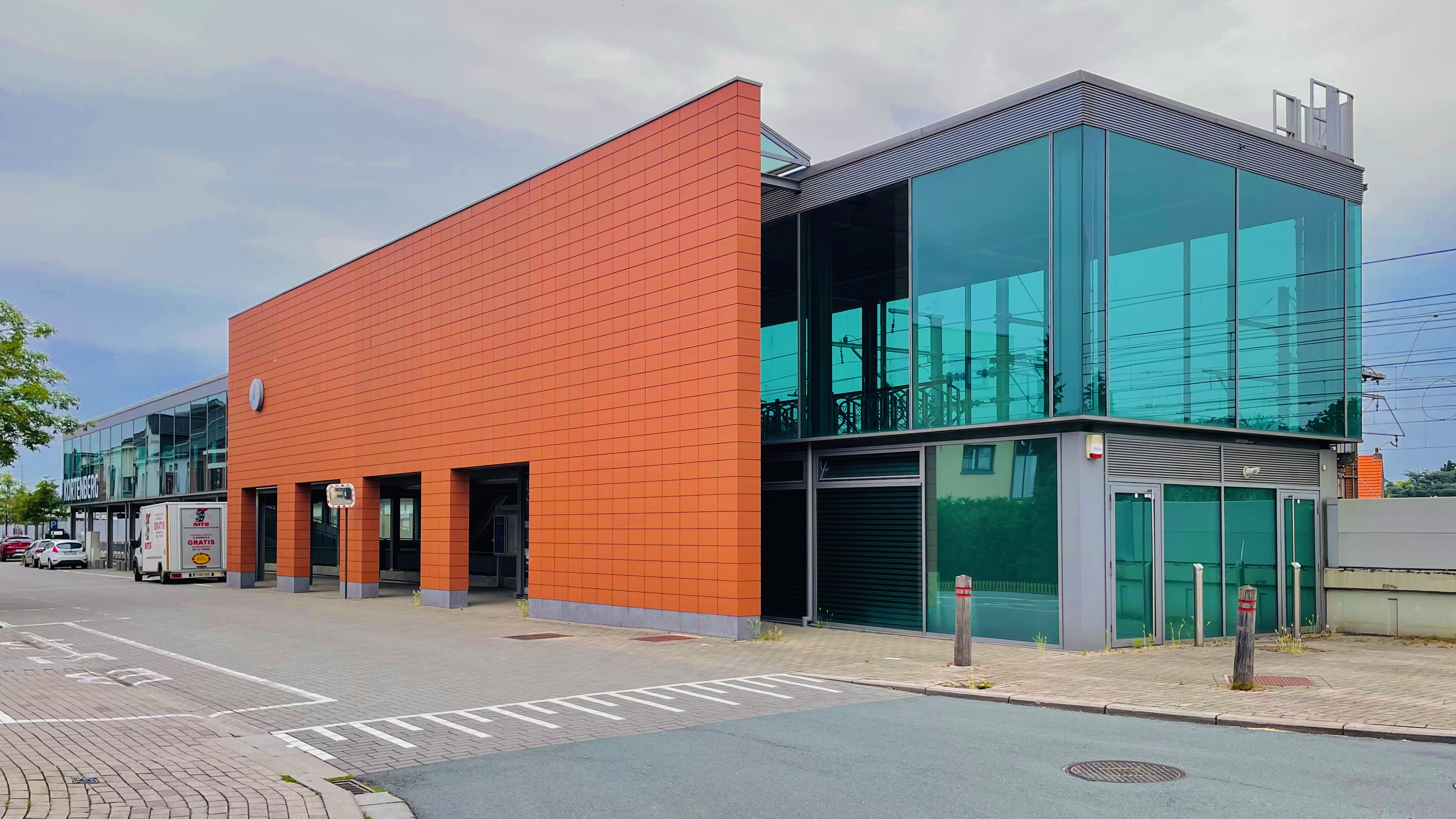
Stationsgebouw
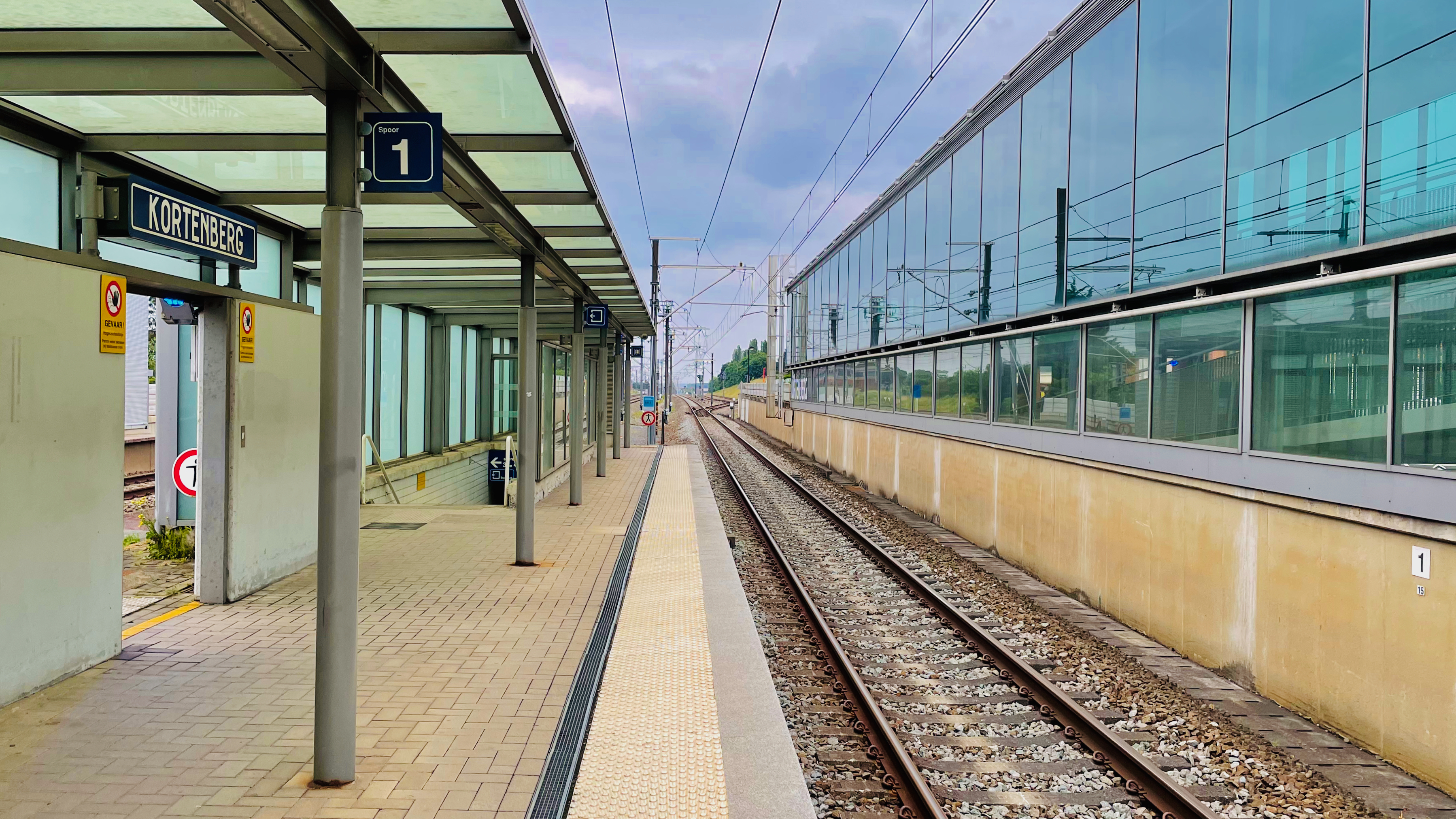
Zicht op het perron
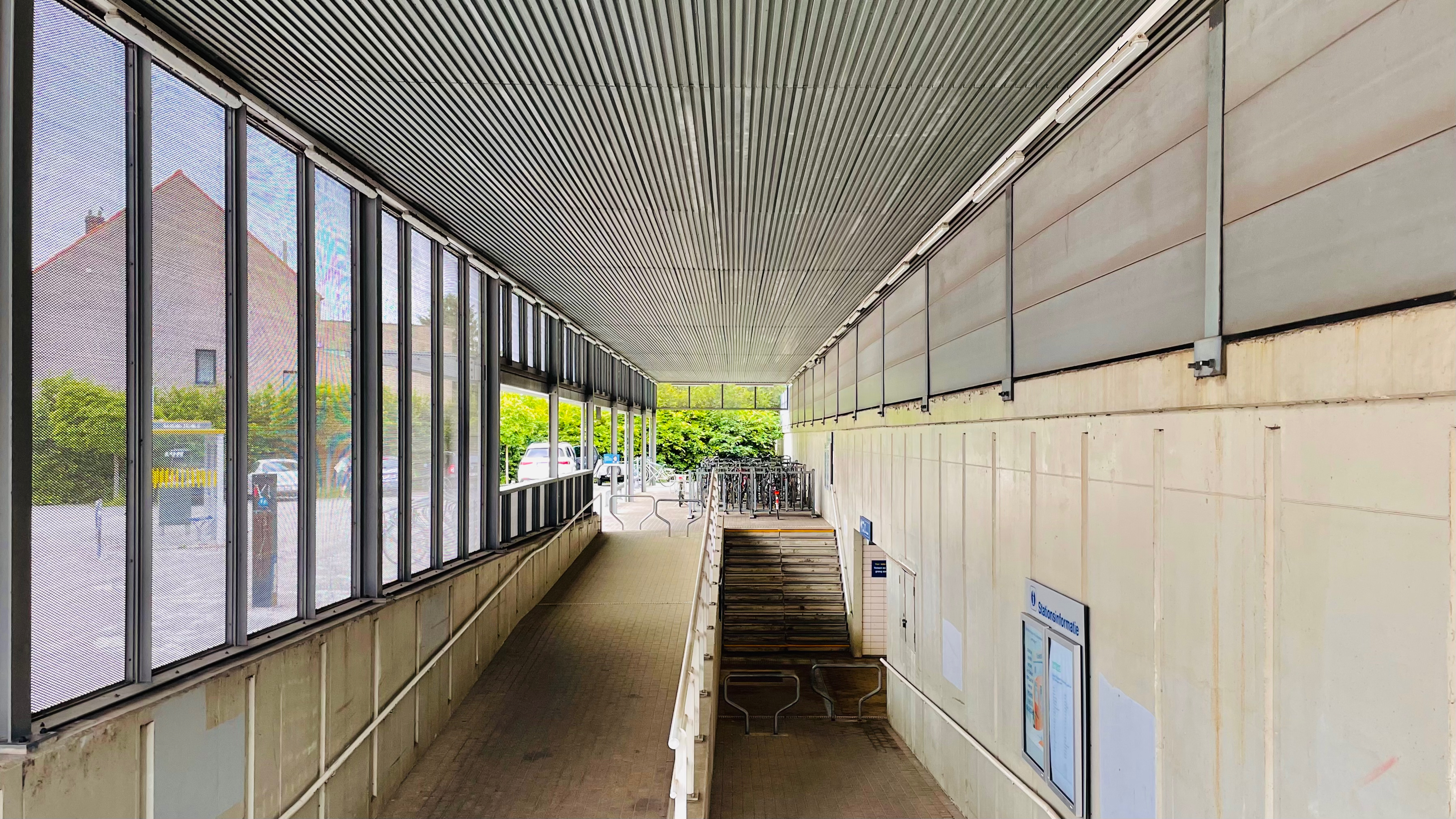
Overdekte doorgang
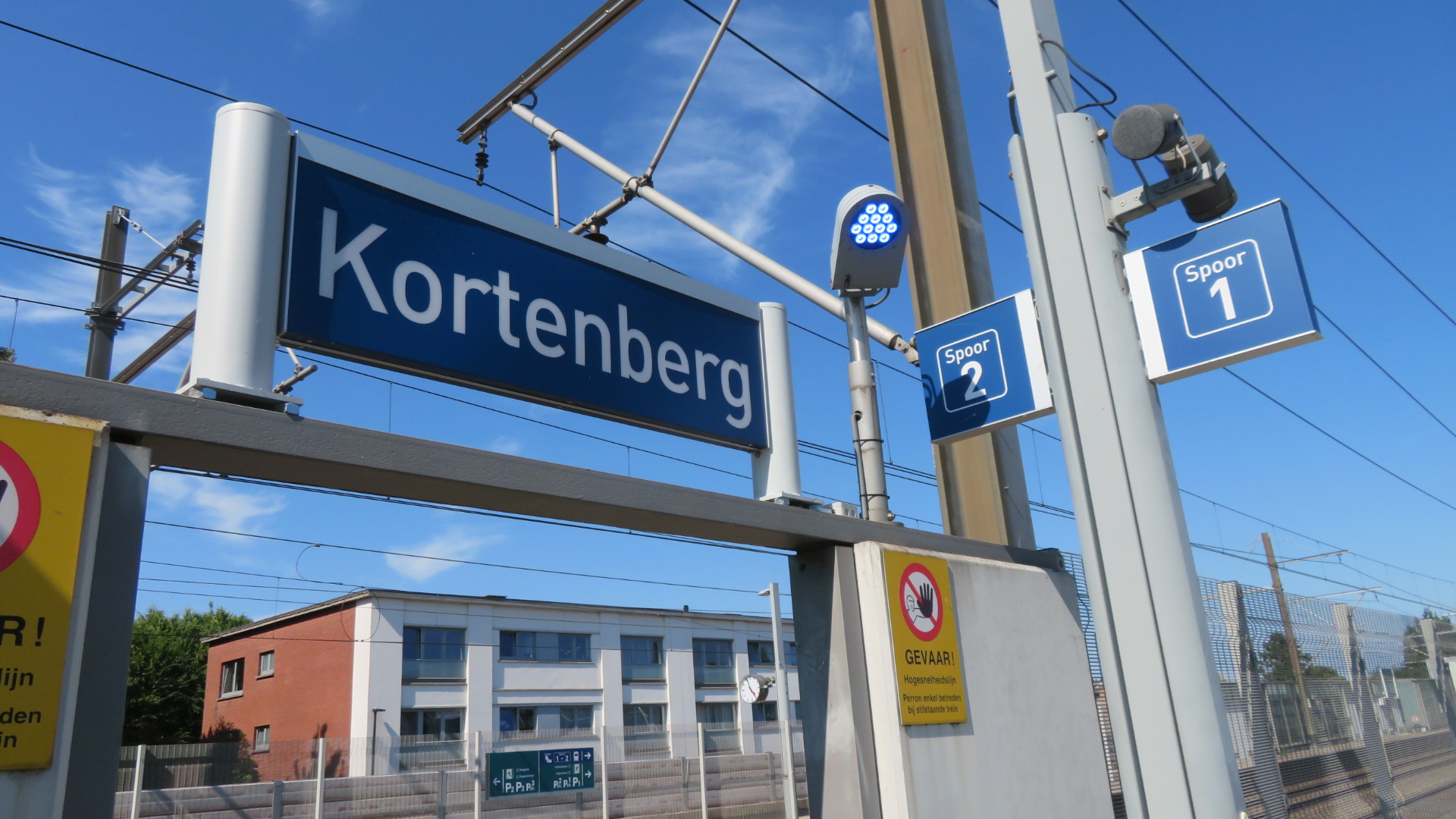
Nieuw naambord Kortenberg (foto 2023)
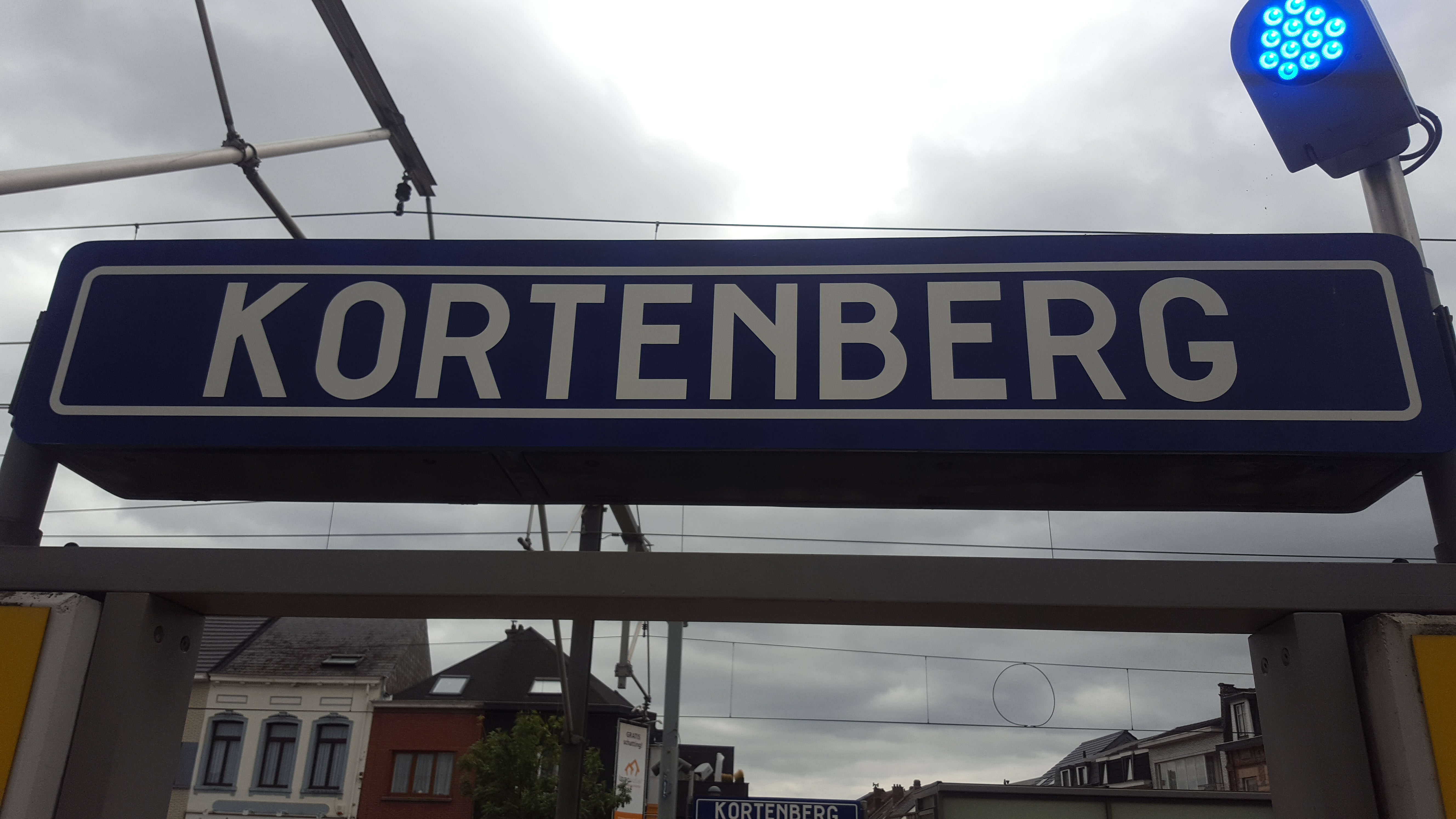
Verouderd Naambord Kortenberg
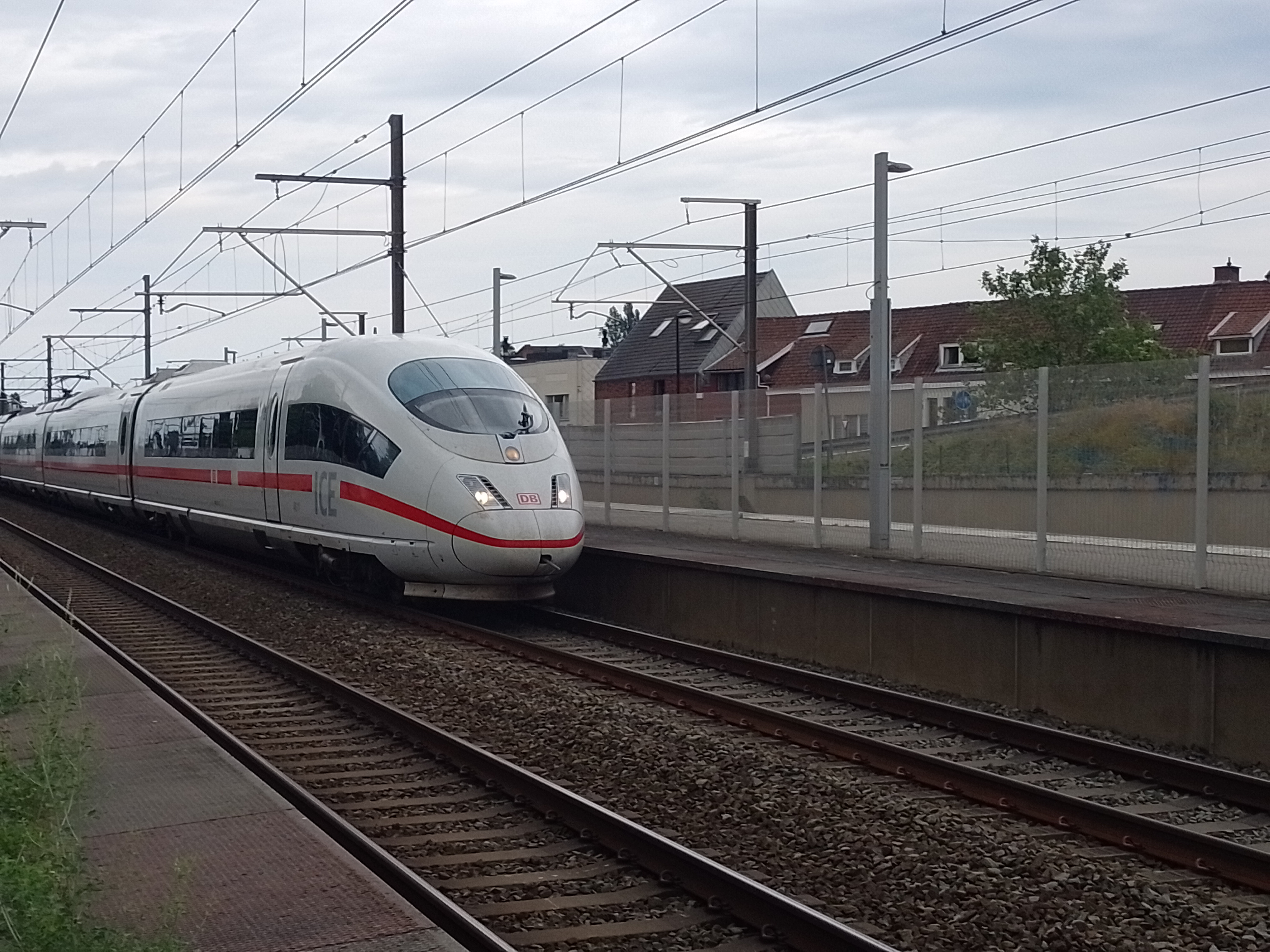
ICE in Kortenberg aan 200km/u
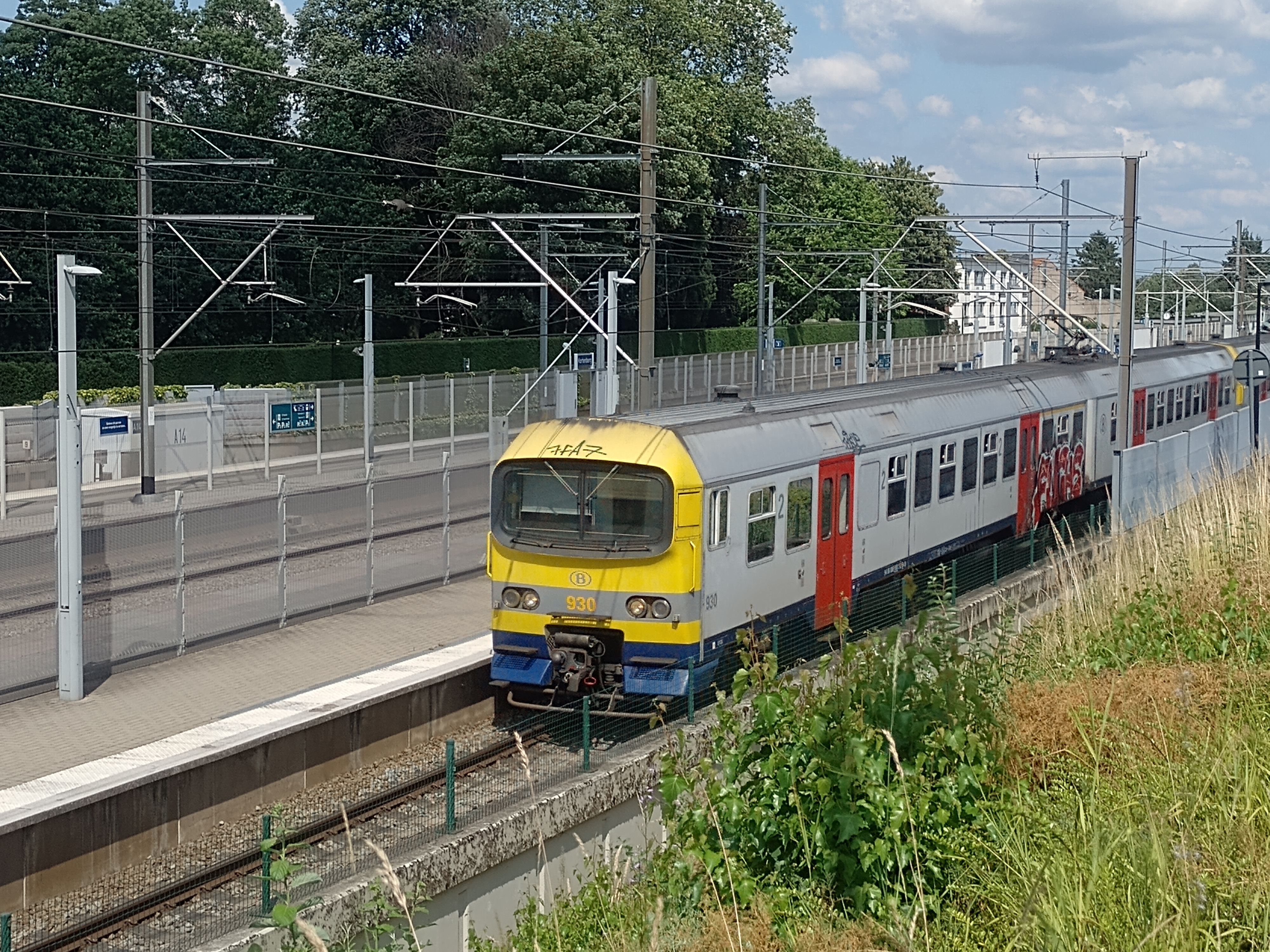
De MS86 "Sprinter" die buiten de zomerdienstregeling de S9 treindienst voorziet
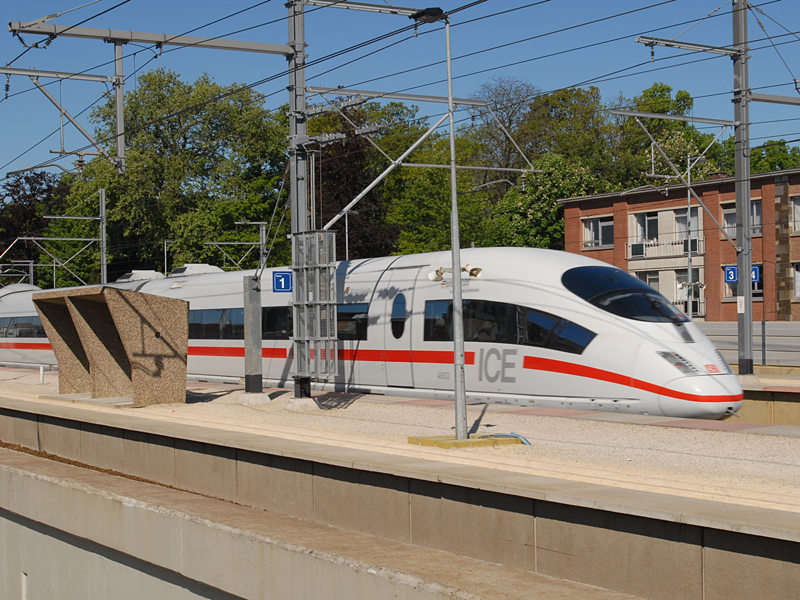
ICE in Kortenberg, voordat spoor 2 en 3 afgebakend werden
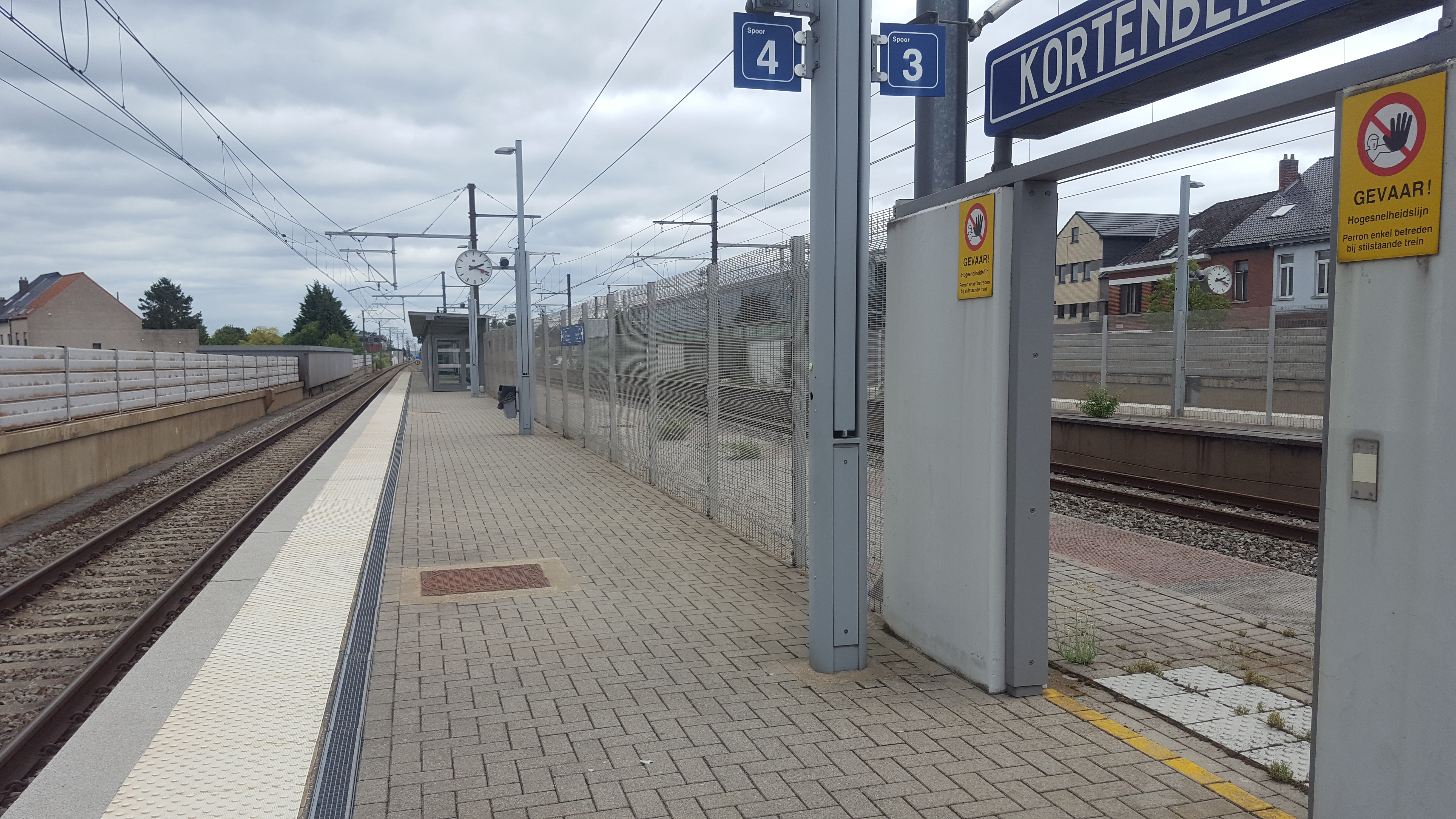
Spoor 4

## Reizigerstellingen
De grafiek en tabel geven het gemiddeld aantal instappende reizigers weer op een week-, zater- en zondag.
| Tabel: aantal instappende reizigers station Kortenberg | Tabel: aantal instappende reizigers station Kortenberg | Tabel: aantal instappende reizigers station Kortenberg | Tabel: aantal instappende reizigers station Kortenberg |
|                                                        | Weekdag                                                | Zaterdag                                               | Zondag                                                 |
| ------------------------------------------------------ | ------------------------------------------------------ | ------------------------------------------------------ | ------------------------------------------------------ |
| 1977                                                   | 684                                                    | 100                                                    | 83                                                     |
| 1978                                                   | 718                                                    | 120                                                    | 102                                                    |
| 1979                                                   | 669                                                    | 111                                                    | 90                                                     |
| 1980                                                   | 692                                                    | 118                                                    | 114                                                    |
| 1981                                                   | 649                                                    | 138                                                    | 108                                                    |
| 1982                                                   | 684                                                    | 125                                                    | 107                                                    |
| 1983                                                   | 594                                                    | 126                                                    | 95                                                     |
| 1984                                                   | 487                                                    | 127                                                    | 83                                                     |
| 1985                                                   | 563                                                    | 157                                                    | 179                                                    |
| 1986                                                   | 488                                                    | 115                                                    | 101                                                    |
| 1987                                                   | 521                                                    | 139                                                    | 151                                                    |
| 1988                                                   | 558                                                    | 127                                                    | 99                                                     |
| 1989                                                   | 472                                                    | 137                                                    | 106                                                    |
| 1990                                                   | 485                                                    | 128                                                    | 104                                                    |
| 1991                                                   | 480                                                    | 116                                                    | 99                                                     |
| 1992                                                   | 501                                                    | 133                                                    | 106                                                    |
| 1993                                                   | 546                                                    | 128                                                    | 101                                                    |
| 1994                                                   | 557                                                    | 84                                                     | 58                                                     |
| 1995                                                   | 495                                                    | 106                                                    | 73                                                     |
| 1996                                                   | 468                                                    | 100                                                    | 69                                                     |
| 1997                                                   | 444                                                    | 124                                                    | 83                                                     |
| 1998                                                   | 454                                                    | 82                                                     | 66                                                     |
| 1999                                                   | 402                                                    | 78                                                     | 52                                                     |
| 2000                                                   | 356                                                    | 74                                                     | 72                                                     |
| 2001                                                   | 414                                                    | 72                                                     | 56                                                     |
| 2002                                                   | 333                                                    | 54                                                     | 43                                                     |
| 2003                                                   | 332                                                    | 66                                                     | 46                                                     |
| 2004                                                   | 311                                                    | 62                                                     | 54                                                     |
| 2005                                                   | 343                                                    | 54                                                     | 74                                                     |
| 2006                                                   | 344                                                    | 68                                                     | 52                                                     |
| 2007                                                   | 491                                                    | 90                                                     | 108                                                    |
| 2008                                                   | -                                                      | -                                                      | -                                                      |
| 2009                                                   | 542                                                    | 79                                                     | 85                                                     |
| 2010                                                   | -                                                      | -                                                      | -                                                      |
| 2011                                                   | -                                                      | -                                                      | -                                                      |
| 2012                                                   | 596                                                    | 89                                                     | 98                                                     |
| 2013                                                   | 590                                                    | 138                                                    | 81                                                     |
| 2014                                                   | 674                                                    | 107                                                    | 83                                                     |
| 2015                                                   | 559                                                    | 126                                                    | 132                                                    |
| 2016                                                   | 694                                                    | 110                                                    | 85                                                     |
| 2017                                                   | 636                                                    | 118                                                    | 69                                                     |
| 2018                                                   | 752                                                    | 170                                                    | 174                                                    |
| 2019                                                   | 751                                                    | 170                                                    | 122                                                    |
| 2020                                                   | 406                                                    | 201                                                    | 127                                                    |
| 2021                                                   | -                                                      | -                                                      | -                                                      |
| 2022                                                   | 844                                                    | 245                                                    | 185                                                    |
| 2023                                                   | 819                                                    | 288                                                    | 163                                                    |
| 2024                                                   | 889                                                    | 318                                                    | 179                                                    |

0,0: Brussel-Noord ·
2,4: Schaarbeek ·
5,5: Haren-Zuid ·
7,0: Diegem ·
9,4: Zaventem ·
12,0: Nossegem ·
14,7: Kortenberg ·
16,1: Zavelstraat ·
17,8: Erps-Kwerps ·
19,2: Beisem ·
21,1: Veltem ·
24:0: Herent ·
28,8: Leuven ·
34,1: Korbeek-Lo ·
36,1: Lovenjoel ·
40,0: Vertrijk ·
42,0: Roosbeek ·
44,3: Kumtich ·
47,4: Tienen ·
53,8: Ezemaal ·
57,0: Neerwinden ·
60,7: Landen ·
64,0: Gingelom ·
69,0: Jeuk-Rosoux ·
71,5: Corswarem ·
74,5: Waremme ·
77,2: Bleret ·
79,8: Remicourt ·
83,2: Momalle ·
85,4: Fexhe-le-Haut-Clocher ·
87,8: Voroux-Goreux ·
89,9: Bierset-Awans ·
93,4: Ans ·
94,7: Montegnée ·
97,0: Liège-Haut-Pré ·
99,9: Luik-Guillemins